# Motala (comuna)
Motala (em sueco: Motalas kommun) é uma comuna da Suécia localizada no condado da Gotalândia Oriental. Sua capital é a cidade de Motala. Possui 983 quilômetros quadrados e pelo censo de 2018, havia 43 687 residentes.